# TVWC
The TV World Channel (magyarul: Nagyvilág Csatorna) angol csatorna, amely minden eurázsiai országban fogható.

## Története
1960-ban alapította Carter Saywan és Frank Daniel, az egész Eurázsiának, majd a csatorna elkezdte első műsorát a Pollyt.
1976-ban a csatorna leszerződtetett más országokkal, így külföldi műsorokat is elkezdtek sugározni, majd a csatorna sok tini műsora miatt Tininek csúfolták. 1999-ben a csatorna nevet változtatott.